# Louis Combes (homme politique)
Pour les articles homonymes, voir Louis Combes.

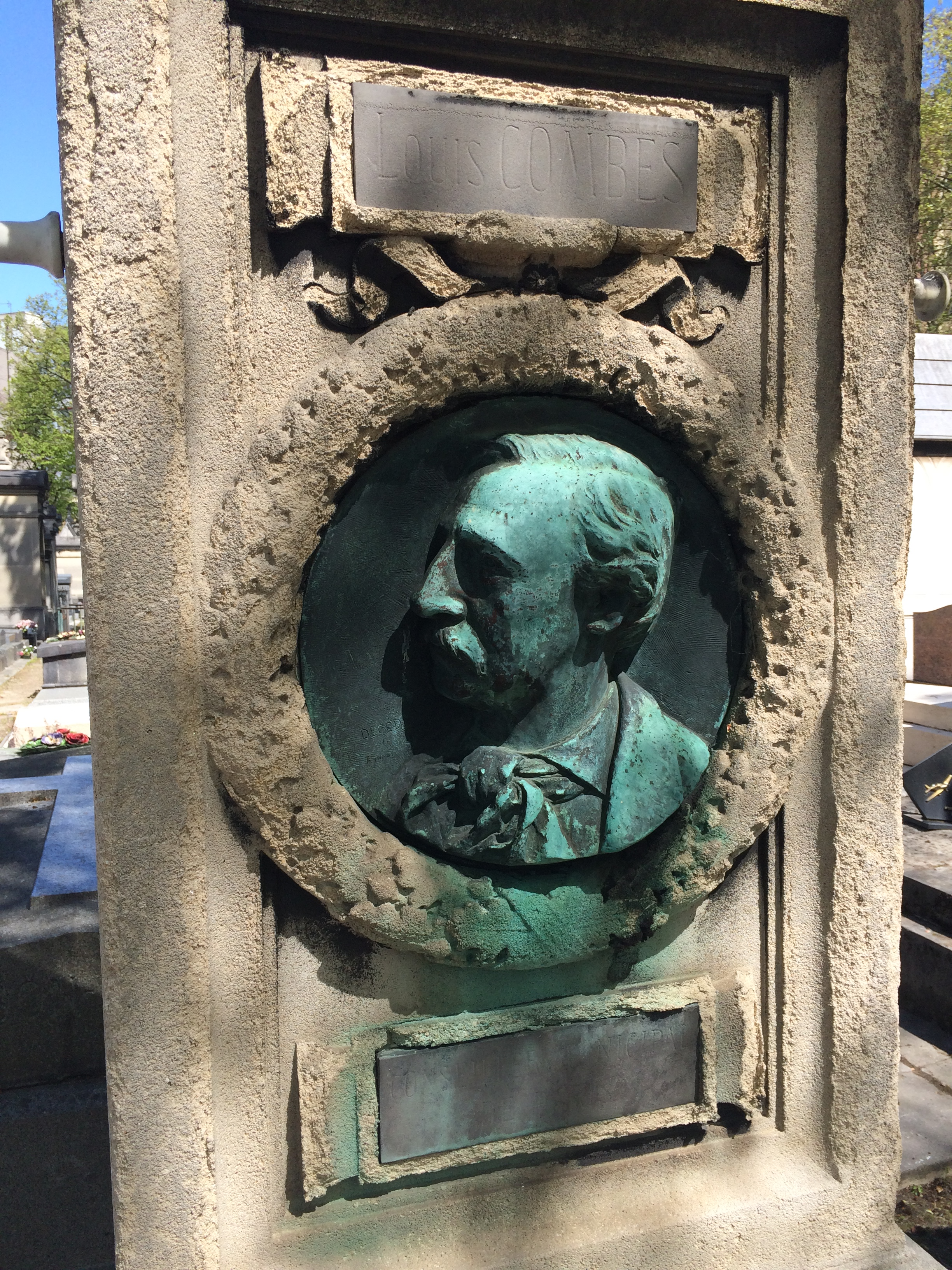
Tombe de Louis Combes au cimetière du Montparnasse (div. 19), à Paris.

Louis Jean ou Jean Louis selon les actes d'état civil, plus souvent appelé Louis Combes, cet homme politique est un journaliste et un historien français.
Fils d'un cocher de Paris, il est né à Paris le 30 décembre 1822, et mort à Paris le 6 janvier 1881, quelques jours après son ami Blanqui.

## Biographie
Sous la présidence de Louis-Napoléon Bonaparte, il est impliqué avec Eugène Fombertaux, Clair Adolphe Chardon et Gabriel Charavay, dans l'affaire des bulletins de résistance en juillet 1851. Il est condamné à cinq ans d'emprisonnement au bagne de Belle-Île-en-Mer, où il devient l'ami de Blanqui.
Collaborateur de Larousse, de Castagnary, puis de Delescluze, il est, à la fin du Second Empire, parmi les républicains anticléricaux, réunis autour de Gambetta.
Sous la Troisième République, il est nommé préfet de l'Allier par Gambetta en septembre 1870 et devient conseiller municipal de Paris en juillet 1871, réélu en 1874.
Jusqu'à sa mort, il sera toujours surveillé par la préfecture de police, notamment au cours de l'année 1878, où il est très souvent cité dans des rapports. Présent aux obsèques de Raspail, à l'inauguration d'un monument élevé à la mémoire de Ledru-Rollin, multipliant les conférences en faveur de l'amnistie des communards, il devient néanmoins, en décembre 1878, bibliothécaire au ministère de l'Intérieur. Très probablement franc-maçon, il participe à des conférences ou des banquets organisés par la loge Droit et Justice. 
À ses obsèques, le 8 janvier 1881, sont notamment présents Léon Gambetta et Auguste Gougeard parmi les premiers, ainsi que Martin Nadaud, Étienne Arago, Eugène Spuller, Arthur Ranc et Antonin Proust. Sur sa tombe, au cimetière du Montparnasse à Paris (19e division), on peut voir son portrait gravé par son ami Alfred Gauvin.

## Œuvres
- Collabore à L'Amateur d'autographes, Le Nain jaune, Le Réveil, La République française.
- Collaborateur de Larousse pour le Grand Dictionnaire Larousse du XIXe siècle, où il rédige une grande partie des articles historiques.
- La Grèce ancienne, 1861.
- Épisodes et curiosités révolutionnaires, 1872.